# Crispalt
Crispalt är en bergstopp i Schweiz.   Den ligger i regionen Surselva och kantonen Graubünden, i den centrala delen av landet, 100 km öster om huvudstaden Bern. Toppen på Crispalt är 3 076 meter över havet.
Terrängen runt Crispalt är huvudsakligen mycket bergig. Närmaste större samhälle är Erstfeld, 14,7 km norr om Crispalt. 
Trakten runt Crispalt består i huvudsak av gräsmarker. Runt Crispalt är det glesbefolkat, med 11 invånare per kvadratkilometer.